# Alone in the Dark (film, 2005)
Pour les articles homonymes, voir Alone in the Dark.
Série
Alone in the Dark 2
(2009)
Pour plus de détails, voir Fiche technique et Distribution.
Alone in the Dark ou Alone in the Dark: Aux portes de la noirceur au Québec est un film canado-germano-américain réalisé par Uwe Boll, sorti en 2005.
Ce film est l'adaptation cinématographique d'une saga de jeux vidéo éponyme, dont le premier opus a été développé et édité par Infogrames en 1992. Le film ne reprend pas vraiment l'intrigue du premier volet, et se base plutôt sur le quatrième épisode datant de 2001, Alone in the Dark: The New Nightmare. Le jeu vidéo Alone in the Dark, dont s'inspire ce long-métrage, est lui-même inspiré de L'Appel de Cthulhu, une nouvelle du célèbre romancier Howard Phillips Lovecraft, publiée en 1926 dans la revue Weird Tales.
En 2009, une suite est sortie directement en DVD : Alone in the Dark 2, avec des acteurs différents.

## Synopsis
Le détective Edward Carnby se rend sur l'île de Shadow Island pour enquêter sur le meurtre d'un ami. Sur place, il fera équipe avec une anthropologue se nommant Aline Cedrac et sera poursuivi par des créatures de l'ombre.

## Fiche technique
- Titre original et français : Alone in the Dark
- Titre québécois : Alone in the Dark: Aux portes de la noirceur
- Réalisateur : Uwe Boll
- Scénario : Elan Mastai, Michael Roesch et Peter Scheerer
- Musique : Oliver Lieb, Reinhard Besser, Bernd Wendlandt et Peter Zweier
- Direction artistique : Peter Stratford
- Décors : Tink
- Costumes : Maria Livingstone
- Photographie : Mathias Neumann
- Son : Jochen Engelke, Tobias Fleig
- Montage : Richard Schwadel
- Production : Shawn Williamson

Production exécutive : Dan Clarke
Production déléguée : Uwe Boll et Wolfgang Herold
Production associée : Frederic Demey, Dan Sales, Philip Selkirk, Jonathan Shore, Jörg Tittel et Max Wanko
Coproduction déléguée : Bruno Bonnell et Harry Rubin
- Sociétés de production[1] :
  - Allemagne : Boll Kino Beteiligungs GmbH & Co. KG, en association avec Herold Productions
  - Canada : Brightlight Pictures
  - États-Unis : AITD Productions
  - France : Infogrames Entertainment
- Sociétés de distribution : 
  - Allemagne : Concorde Filmverleih
  - États-Unis : Lionsgate Films
- Budget : 20 millions de $[2]
- Pays de production :  Canada,  Allemagne,  États-Unis,  France
- Langue originale : anglais
- Format[3] : couleur - 35 mm - 2,35:1 (Cinémascope) - son DTS | Dolby Digital | SDDS
- Genre : fantastique, thriller, science-fiction, action, épouvante-horreur
- Durée : 96 minutes[4] / 99 minutes (version non censurée director's cut)[3]
- Dates de sortie[5] :
  - États-Unis, Québec[6] : 28 janvier 2005
  - Allemagne : 24 février 2005
  - France : 23 mai 2005 (sortie directement en DVD)[7]
- Classification[8] :
  -  Canada : Les enfants de moins de 14 ans doivent être accompagnées d'un adulte (14A - 14 Accompaniment) (vidéo domestique canadienne).
  -  Québec : 13 ans et plus (13+ / 13 years and over).
  -  États-Unis : Interdit aux moins de 17 ans (certificat #41390) (R – Restricted) [Note 1].
  -  Allemagne : Interdit aux moins de 16 ans (FSK 16).
  -  Allemagne : Interdit aux moins de 18 ans (FSK 18) (version non censurée director's cut).
  -  France : Tous publics avec avertissement[7].

## Distribution
- Christian Slater (VF : Emmanuel Curtil - VQ : Gilbert Lachance) : Edward Carnby
- Tara Reid (VF : Laura Préjean - VQ : Aline Pinsonneault) : Aline Cedrac
- Stephen Dorff (VF : Damien Boisseau - VQ : Tristan Harvey) : Commandant Burke
- Frank C. Turner (VQ : Jean Leclerc) : Fischer
- Mathew Walker (VQ : Marc Bellier) : Professeur Hudgens
- Will Sanderson (VQ : François Trudel) : Agent Miles
- Mark Acheson : Capitaine Chernick
- Darren Shahlavi : John
- Karin Konoval : Sœur Clara
- Craig Bruhnanski : Shérif
- Kwesi Ameyaw : Député Adams
- Dustyn Arthurs : Edward enfant
- Catherine Lough Haggquist (VQ : Julie Burroughs) : Krash
- Ed Anders : Pinkerton
- Brad Turner : Flic battu
- Daniel Cudmore : Agent Barr

## Production
L'édition DVD Director's Cut contient de nombreuses informations sur la réalisation du film.

### Mise en place du projet
Ainsi, Uwe Boll explique que c'est au départ le créateur du jeu Alone in the Dark qui l'a contacté, ce dernier ayant apprécié le travail du metteur en scène sur l'adaptation cinématographique du jeu House of the Dead. Cette information est sujette à caution, car le véritable créateur d'Alone in the Dark en 1992, Frédérick Raynal, ne semble pas avoir contacté Uwe Boll. Peut-être s'agit-il du créateur du 4e opus de la série. Uwe Boll explique ensuite que l'éditeur du jeu (Atari) lui a officiellement confié l'adaptation du jeu.

### Nouveau scénario
Shawn Williamson, producteur, explique qu'il est très difficile de rester fidèle à un jeu, car la façon imprévisible dont les événements s'y déroulent (chaque joueur ayant avancé dans le jeu différemment) empêche une retranscription aisée du scénario qui doit suivre une direction unique. Elan Mastai, scénariste, ajoute qu'un jeu peut durer très longtemps pour un joueur (il donne le chiffre de 70 heures), tandis qu'un film doit durer environ 2 heures seulement.
Les scénaristes ont donc décidé d'élaborer un nouveau scénario qui serait la suite des aventures d'Edward Carnby, où le héros devrait affronter des ennemis encore plus redoutables que précédemment. Cette suite a été réalisée en ayant le souci de respecter l'atmosphère de la série Alone in the Dark constituée de quatre opus en 2003. Elan Mastai explique que la richesse du "passé" du héros Edward Carnby lui a été très utile, et qu'il s'est servi de ses précédentes aventures et de ses différentes expériences pour lui donner plus de profondeur, précisant qu'il ne s'est pas basé sur un épisode en particulier mais sur toute la série. Shawn Williamson explique que les scénaristes sont restés fidèles au jeu dans la mesure où le héros enquête sur le paranormal et où des créatures théoriquement invisibles deviennent visibles. Uwe Boll explique quant à lui : « J'ai voulu transposer la terreur qui nous envahit lorsqu'on joue à Alone in the dark, recréer l'ambiance du jeu au cinéma. [...] Je voulais qu'Alone in the Dark soit un film bourré du suspense qui fasse renaître en nous un sentiment primaire, la peur du noir »
Les réalisateurs et scénaristes ont ainsi dû relever un important défi avec ce film. Uwe Boll explique : « D'une part, il fallait satisfaire Atari et les fans du jeu vidéo, mais il fallait qu'on s'adresse aussi aux non-initiés qui ignoraient tout du jeu et voulaient simplement voir un film ». Uwe Boll dit ensuite avoir accompli cette mission, son film ayant séduit le plus grand nombre des spectateurs. L'accueil très froid qu'a reçu ce film vient contredire cette version des faits.

### Tournage
Le tournage a débuté le 14 juillet 2003.
Uwe Boll cite parmi les lieux utilisés lors du tournage le centre de New York pour la dernière séquence du film. La circulation y a été interdite pour que les rues soient vides. Le réalisateur cite aussi une mine, des tunnels et des grottes. Lors du tournage d'une séquence se déroulant devant la mine, 220 000 balles ont été tirées en une seule nuit. D'autres parties du tournage se seraient déroulées à Halifax, Montréal et Vancouver.
Christian Slater, incarnant Carnby, explique que pour lui le tournage a été très éprouvant physiquement.

### Effets visuels
Doug Oddy explique que dès le début de la réalisation, trois départements chargés de réaliser les effets visuels du film ont été créés : la première équipe s'est occupée des explosions et des accidents de voiture, la deuxième s'est chargée des créatures (création et animation), et la troisième s'est occupée de la création numérique après le tournage.
De nombreux décors peints ont été utilisés, et Oddy prend pour exemple le décor apparaissant derrière Stephen Dorff dans le bureau 713, représentant la "salle des serveurs". Ted Gervan explique que le budget n'était pas suffisant pour créer un environnement futuriste au QG des traqueurs de phénomènes paranormaux. Un fond vert a donc été utilisé pour la "salle des serveurs" : les acteurs ont joué dans un environnement clos et le décor arrière peint a été ajouté numériquement. L'aspect futuriste du QG du bureau 713 a été obtenu en affichant de nombreux graphiques sur les écrans d'ordinateur (« Ces types devaient avoir l'air d'accomplir des tâches complexes » explique Dorff), et une interface plus élaborée a été diffusée sur un grand écran central servant de tableau de bord au chef de l'organisation.
De nombreux effets spéciaux ont aussi été utilisés pour la séquence de fusillade qui se déroule sur une musique de hard rock, ainsi que pour la séquence du trajet de la balle du pistolet de Carnby que l'on suit au ralenti, et celle des vers des sables.

## Bande originale
Simultanément avec la sortie du film, une bande originale très ambitieuse a vu le jour. Celle-ci tenant sur deux disques mélange la nouvelle vague du métal (néo-indus-métalcore) à un métal moins accessible (dark-gothique):
Disc 1
1. "Vredesbyrd" – Dimmu Borgir
2. "What Drives The Weak" – Shadows Fall
3. "Cyberwaste" – Fear Factory
4. "Touch Of Red" – In Flames
5. "Devour" – Strapping Young Lad
6. "Peace" – Agnostic Front
7. "Landing" – Moby
8. "Gone Forever" – God Forbid
9. "Down Again" – Chimaira
10. "Lost To Apathy" – Dark Tranquility
11. "Blacklist" - Exodus
12. "Imperium"- Machine Head
13. "Stabbing the Drama"- Soilwork
14. "Daylight Dancer"- Lacuna Coil
15. "Panasonic Youth"- Dillinger Escape Plan
16. "Rational Gaze"- Meshuggah
17. "Wish I Had an Angel"- Nightwish
18. "Mother of Abominations"- Cradle of Filth

Disc 2
1. "Dead Eyes See No Future" – Arch Enemy
2. "The Devil Incarnate" – Death Angel
3. "Medieval" – Diecast
4. "Daughter Of The Damned" – Fireball Ministry
5. "The Weapon They Fear" – Heaven Shall Burn
6. "Eraser" – Hypocrisy
7. "Blood And Thunder" – Mastodon
8. "The Great Depression" – Misery Index
9. "Ghost"  -Mnemic
10. "Slaughtervain" – Dew-Scented
11. "Souls To Deny" – Suffocation
12. "Watch Out" – Raunchy
13. "As I Slither" – Kataklysm
14. "Outnumbering The Day" – Bloodbath
15. "Deconstruction" – All Shall Perish
16. "Minion" – Bleed The Sky
17. "On Earth” – Samael
18. "One Shot, One Kill" – Dying Fetus
19. "99" – The Haunted

## Accueil

### Accueil critique
Rotten Tomatoes a attribué au film une note de 1 % sur la base de 123 critiques, avec une note moyenne de 2,2/10. Le consensus critique du site se lit comme suit : "Inepte à presque tous les niveaux, Alone in the Dark ne fonctionne peut-être pas comme un thriller, mais c'est bon pour des rires incrédules et frappants". [12] Metacritic a donné au film une note de 9 sur 100 sur la base de 25 critiques, ce qui signifie « une aversion écrasante ». [13] Le public interrogé par CinemaScore a attribué au film une note F. [14]
Scott Brown de Entertainment Weekly a attribué au film une note F, commentant que le film était "tellement mauvais qu'il est postmoderne". [15] Dans la seule critique positive du film répertoriée par Rotten Tomatoes, Michelle Alexandria d' Eclipse Magazine a écrit : " Alone in the Dark ne va pas mettre le feu au monde, mais il réussit largement avec ce avec quoi il doit travailler. Juste ne le prends pas au sérieux et tu passeras un bon moment". [16]

### Box-office
Alone in the Dark a rapporté 2,8 millions de dollars lors de son week-end d'ouverture, se classant au 12e rang ; à la fin de sa diffusion, le film avait rapporté 12,7 millions de dollars dans le monde. [2]

## Distinctions
Entre 2005 et 2006, Alone in the Dark a été sélectionné 8 fois dans diverses catégories et a remporté 4 récompenses,.

### Récompenses
- Association des critiques de cinéma de Dallas-Fort Worth 2005 : Prix DFWFCA du Pire film.
- The Stinkers Bad Movie Awards 2005 :
  - Pire film,
  - Pire sens de l'orientation (arrêtez-les avant qu'ils ne dirigent à nouveau!) décerné à Uwe Boll,
  - Pires effets spéciaux (Effets spéciaux les moins « spéciaux »).

### Nominations
- The Stinkers Bad Movie Awards 2005 :
  - Pire chanson ou performance de chanson dans un film pour Nightwish (Pour la chanson Wish I Had an Angel).
- Prix Schmoes d'or (Golden Schmoes Awards) 2005 : Pire film de l'année.
- Prix Razzie 2006[11],[12] :
  - Pire réalisateur pour Uwe Boll,
  - Pire actrice pour Tara Reid.

## Autour du film
- Bien que le jeu original de 1992 soit développé par des Français, son adaptation cinématographique n'est pas sortie au cinéma en France. Le film ayant reçu un très mauvais accueil aux États-Unis, le distributeur a préféré éviter les salles obscures et l'éditer directement en DVD en 2006.
- Le cinéaste n'en était pas à sa première adaptation de jeu vidéo au moment de la sortie du film, ayant déjà à son actif celle de House of the Dead en 2003.
- Ce film est basé sur le jeu Alone in the Dark: The New Nightmare.